# Silodam

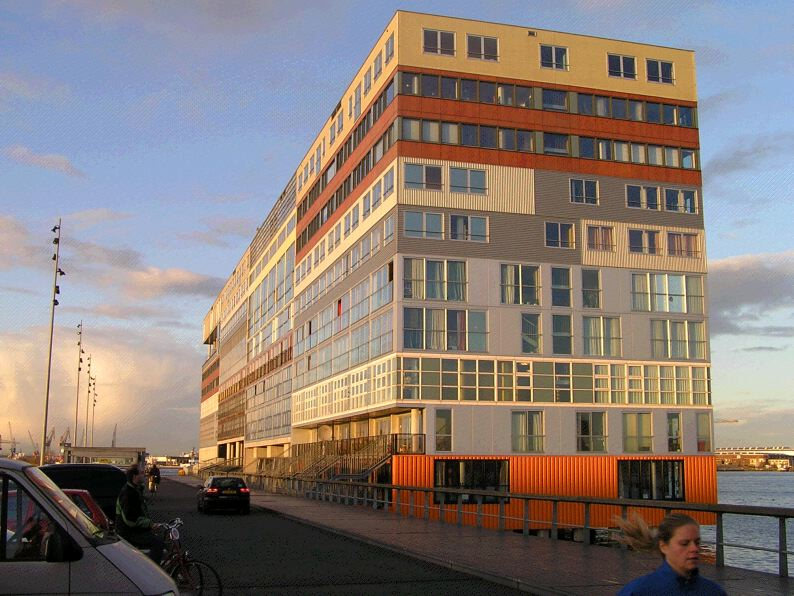
De nieuwbouw van MVRDV

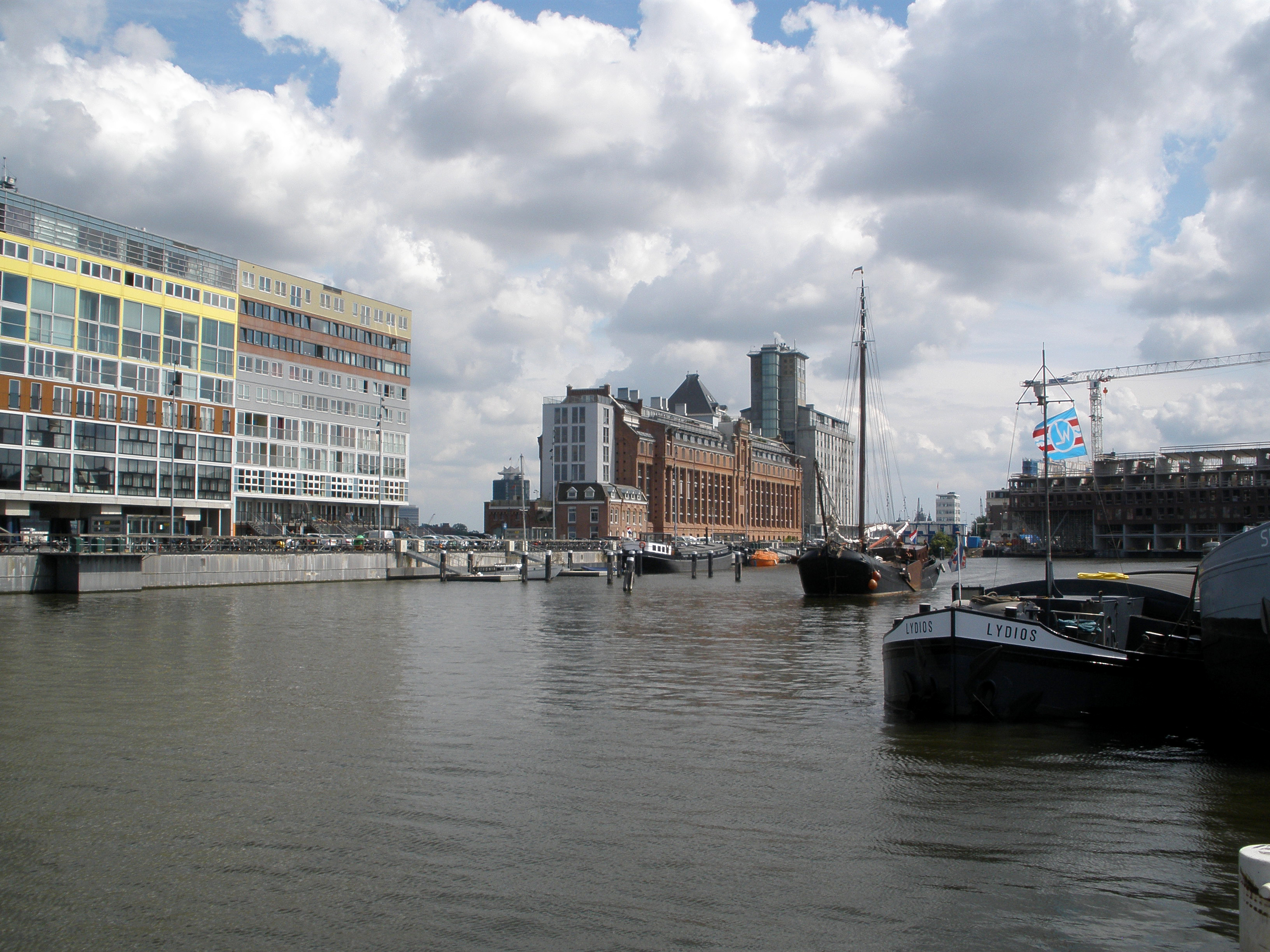
Silodam gezien vanaf de Oude Houthaven

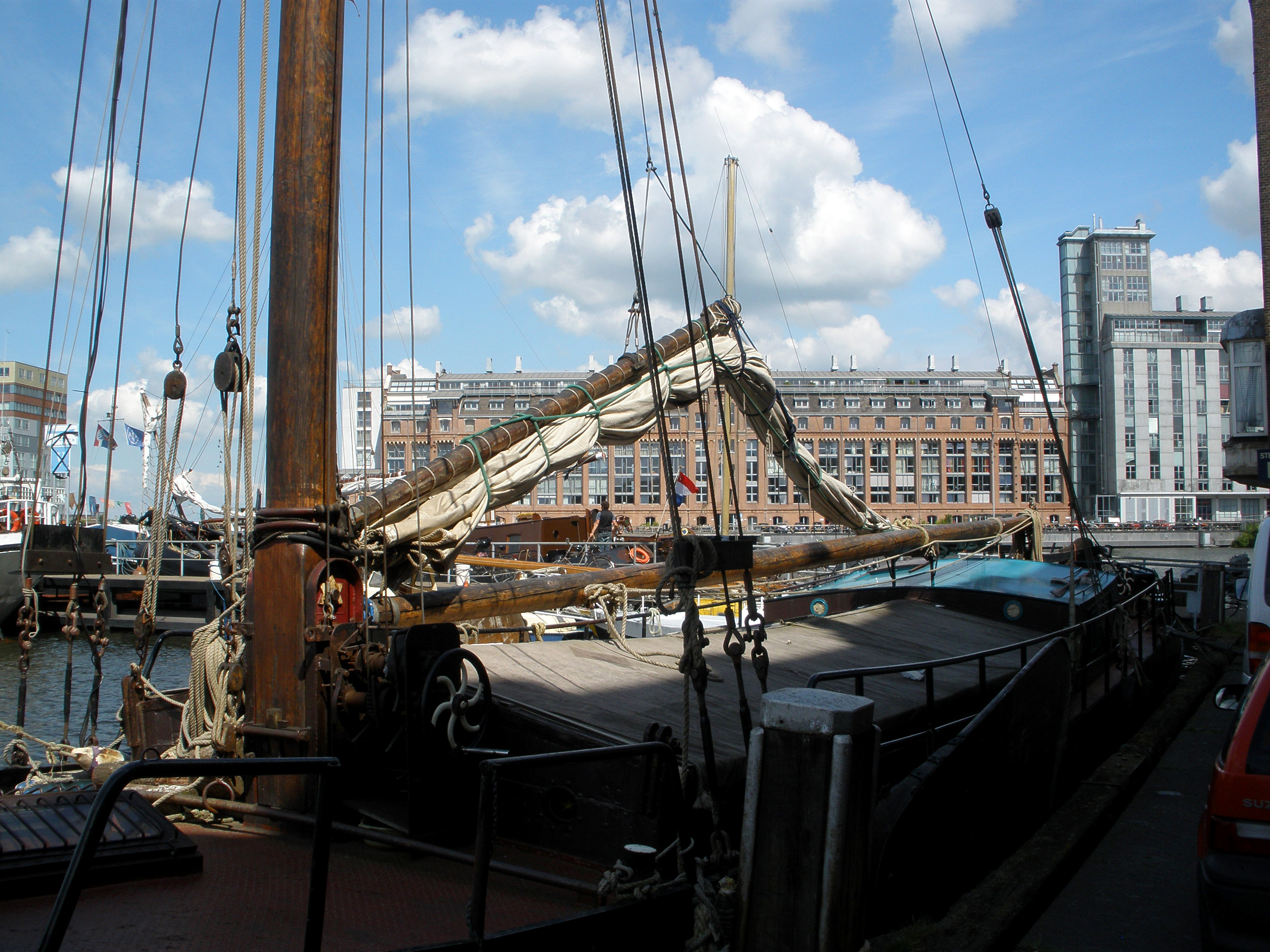
Silodam gezien vanaf de Oude Houthaven

De Silodam is een strekdam en straat in het westelijk havengebied van Amsterdam. De ca. 300 meter lange strekdam steekt uit in het IJ. Langs de Silodam staan twee voormalige graansilo's die nu dienstdoen als appartementengebouwen, waaronder de Stenen Silo, een rijksmonument. Ook staat hier het appartementengebouw 'De Silodam' uit 2002, een bekend voorbeeld van de moderne architectuur langs de IJoevers van Amsterdam. De Silodam ligt in het gebied 'Houthavens Oost'.
De strekdam werd eind 19e eeuw aangelegd en vormt de oostelijke grens van de rond dezelfde tijd aangelegde Houthavens. In 1896 werd hier de graansilo Korthals Altes gebouwd, beter bekend als de Stenen Silo. Deze graansilo, ontworpen door de architect Jacob Frederik Klinkhamer, bestond uit 60 schachten met elk een oppervlak van 15m². Toen de Stenen Silo te klein werd, werd in 1952 de naastgelegen Betonnen Silo gebouwd.
In de jaren 1980 werden de leegstaande silo's gekraakt. De feesten die sindsdien regelmatig in de silo's plaatsvonden speelden een belangrijke rol in de Amsterdamse dancescene.
Oorspronkelijk zouden beide silo's worden gesloopt en vervangen door nieuwbouw, maar het industrieel erfgoed werd gered toen de Stenen Silo in 1996 tot rijksmonument werd verklaard. Rond de millenniumwisseling werden de silo's omgebouwd tot appartementengebouwen. De Betonnen Silo wordt sinds 1999 bewoond en bevat 84 sociale huurwoningen, 11 vrijesectorwoningen en 1.600 m2 bedrijfsruimte. De Stenen Silo is sinds 2001 in gebruik als woon- en werkruimte, met 92 vrijesectorwoningen en zo'n 4.500 m2 bedrijfsruimte. De architect voor de restauratie van de graansilo's was André van Stigt.
In 1998-2002 werd aan de kop van de Silodam een modern appartementengebouw neergezet, ontworpen door het architectenbureau MVRDV. In dit gebouw, meestal kortweg 'De Silodam' genoemd, zijn 14 sociale huurwoningen, 143 vrijesectorwoningen en 600 m2 bedrijfsruimte ondergebracht. Het gebouw staat vrij in het water, vijf meter van de kadewand, en is ontworpen als een soort enorme ladekast, waarbij elke "lade" een ander woningtype bevat. Deze units bestaan ieder uit 4 tot 11 gelijksoortige woningen en vormen een soort minibuurten binnen het gebouw. De veelkleurige gevel doet denken aan een volgeladen containerschip.
In de dam zelf is een mechanische parkeergarage aangelegd met 214 parkeerplaatsen. Auto’s worden met liften de garage in en uit getransporteerd. Langs de westelijke zijde van de Silodam zijn steigers en over de gehele lengte van de dam is een drie meter brede boardwalk gelegd van KLP planken (Kunststof Lankhorst Producten, gerecycled kunststof). Deze eindigt in een trap die dwars door de nieuwbouw heenloopt naar een terras, Het Dienblad, met panoramisch uitzicht over het IJ.
Ten westen is pal naast de Silodam het 90 meter hoge Pontsteigergebouw gerealiseerd als hoogtepunt van de nieuwe wijk de Houthaven.
Zie ook Houthavens (Amsterdam)